# Komunalny Zakład Komunikacyjny
Komunalny Zakład Komunikacyjny Sp. z o.o. (w skrócie KZK Białystok lub KZK) – polski przewoźnik świadczący usługi w zakresie pasażerskiego transportu zbiorowego w Białymstoku, działający od 2 września 1991.

## Historia
Spółka komunikacyjna KZK powstała 2 września 1991 r. w Białymstoku tuż po rozpadzie działającej od 1954 r. firmy MPK Białystok. W przeciwieństwie do innych białostockich spółek posiada najmniejszą liczbę linii autobusowych, pojazdów oraz brak pojazdów przegubowych do 2000 roku. Firma od 1991 do 2020 roku charakteryzowała się posiadaniem pojazdu technicznego marki Ikarus z 1983 roku, którego modernizacja odbyła się w 2010 r. Pojazd w roku 2021 został wycofany przez spółkę komunikacyjną i miał w planach być przeniesiony na złomowisko. Ze względu na wysoki wiek i możliwe zakończenie istnienia ostatniego egzemplarza węgierskiej marki w Białymstoku nie doszło do definitywnego pozbycia się tego modelu dzięki budżetowi pozyskanemu przez Klub Miłośników Komunikacji Miejskiej. Do stowarzyszenia dołączył także autobus miejski typu Jelcz PR110M o numerze bocznym 047 w listopadzie roku 2023 jako ostatni model tej marki w spółce komunikacyjnej.
Operator KZK od 2006 r. działa pod organem o nazwie Białostocka Komunikacja Miejska (w skrócie: BKM), po czym pierwszymi pojazdami oznaczonymi jego logiem są Solarisy Urbino 12 i Urbino 18 z roku 2010, lecz nieco później pozostałe pojazdy posiadane przez spółkę również się charakteryzują barwami tego organu. Od 2010 r. Komunalny Zakład Komunikacyjny rozpoczął także współpracę z Klubem Miłośników Komunikacji Miejskiej zajmującym się posiadaniem wycofanych z taboru pojazdów, które były eksploatowane w latach 90. Zajezdnia firmy obecnie mieści się przy ul. Jurowieckiej 46A, jednak ze względu na jej negatywną jakość oraz wygląd, w przyszłych latach planowane jest przeniesienie siedziby spółki na ulicę Zacisze w pobliżu skrzyżowania ulic Piastowskiej i Generała Nikodema Sulika, o czym była mowa latem roku 2022. Po generalnej decyzji władz Białegostoku sprzedano teren zajezdni przy ulicy Jurowieckiej, na miejscu którego rozpocznie się budowa nowych bloków mieszkalnych. Oznaczało to, że KZK otrzymał pozwolenie na budowę nowej zajezdni przy ulicach Pomocnej i Zacisze o większej powierzchni niż na poprzednim placu wraz z możliwością obsługi pojazdów o napędzie elektrycznym oraz wodorowym. Powodem rozpoczęcia prac nad nowym miejscem spółki była informacja o rozstrzygnięciu ogłoszonego w kwietniu roku 2022 przetargu na dostawę 20 elektrycznych pojazdów, które po ich dostawie oraz ukończonej budowie zajezdni na nowym adresie mają być w przeciwieństwie do dawnego placu przy Jurowieckiej, lepiej obsługiwane przez spółkę komunikacyjną KZK.

### Autobusy międzymiastowe oraz linie regionalne
Od 1992 oraz od 2005 roku Komunalny Zakład Komunikacyjny dysponował także autobusami międzymiastowymi przeznaczonymi do transportu osób z Białegostoku do jego dalszych okolic, takimi jak: Jelcz T120, Mercedes-Benz O100 oraz Autosan H9 oraz stworzył komercyjną linię regionalną o nazwie „S”, której trasa prowadzi do Supraśla oraz „B” o trasie prowadzącej do Borsukówki. Podział autobusów na linie był następujący: do Borsukówki kursowały jedynie pojazdy międzymiastowe (Autosan i Mercedes), czasami pojawiał się też MAN NL202 (nr. boczny 118), natomiast pozostała grupa autobusów miejskich (najczęstsze modele: Jelcz T120, Jelcz PR110M, Jelcz 120M, MAN NL202) dojeżdżały do Supraśla. W styczniu roku 2010, przed przyjazdem nowych modeli typu Solaris Urbino nastąpiła likwidacja tych linii oraz autobusów międzymiastowych zastępując to wszystko pojazdami eksploatowanymi przez PKS Białystok. Informacja na temat usunięcia linii „S” doprowadziła mieszkańców Supraśla do protestu przeciwko burmistrzowi odnośnie do przywrócenia do ruchu autobusów miejskich kursujących do tego miasta.
W roku 2010 trasa do Borsukówki została wznowiona po uruchomieniu linii podmiejskiej „106”, a także do Supraśla za pomocą linii „111” uruchomionej w marcu 2012 r., która została zlikwidowana 1 stycznia 2016 r. Wszystkie wymienione linie są obsługiwane przez autobusy miejskie operatora KZK.

### Linie nocne
W sierpniu 2013 roku powstała nowa linia nocna 100N o identycznej trasie co 100, która jako pierwsza jest obsługiwana przez pojazdy tego przedsiębiorstwa, jednak po pewnym czasie została ona zlikwidowana wraz z pozostałymi (3N, 5N, 21N), zastępując je sześcioma liniami oznaczonymi N1-N6. Obecnie KZK nie obsługuje żadnej linii nocnej.

### Tabor spółki

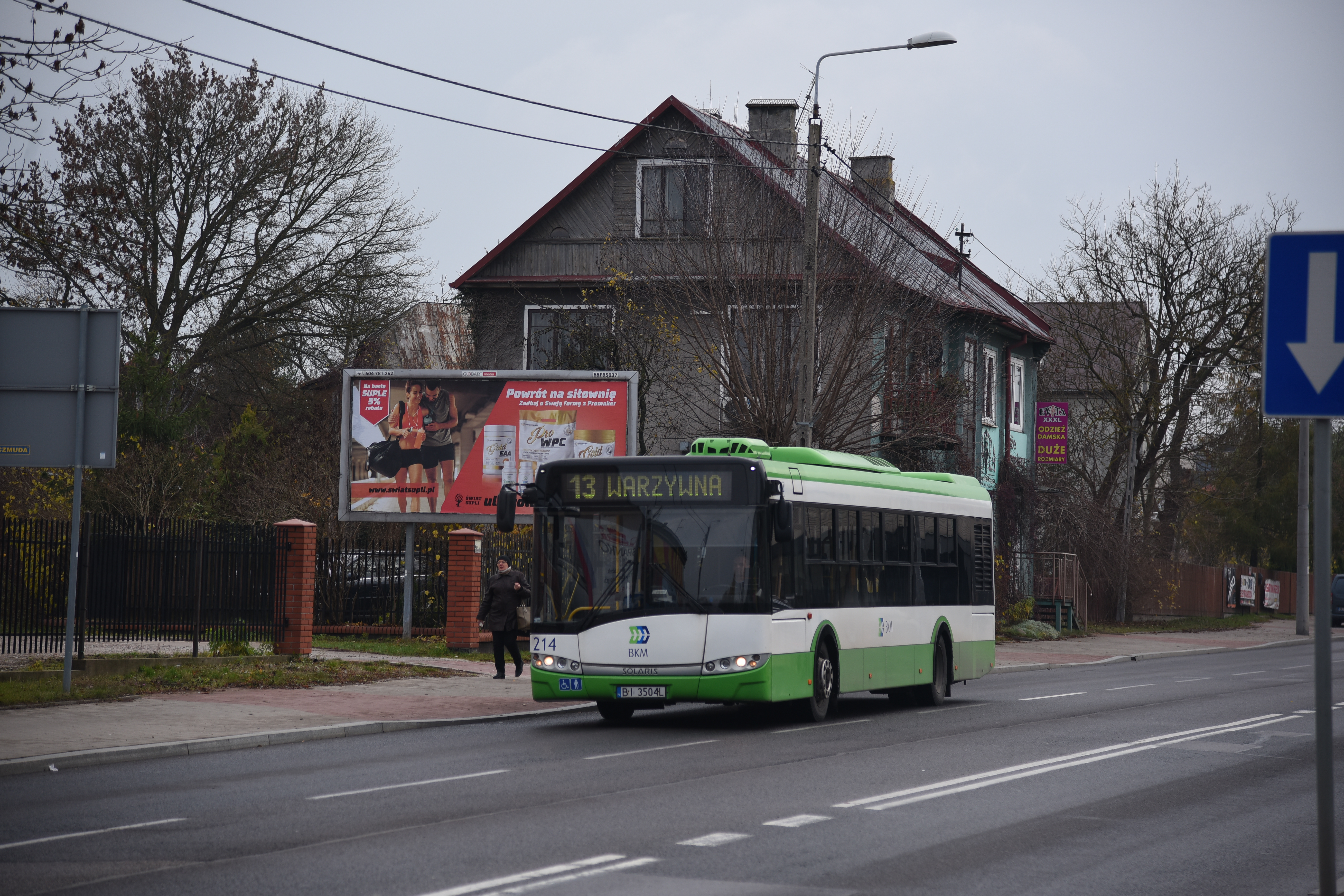
Solaris #214 obsługujący linię 13 należącą do tej firmy.

Od początku istnienia spółki komunikacyjnej aż do roku 2010 główną flotę stanowiły pojazdy marki Jelcz PR110M w liczbie 76 sztuk. Oprócz nich w 1992 roku w celu jej poprawy sprowadzono także z Zachodniej Europy kilka autobusów średnio podłogowych marki Heuliez, których ostatnie sztuki zostały zezłomowane do roku 2001. Od 1992 roku pojazdy typu Jelcz corocznie wzbogacały tabor aż do 1999 r. od modelu 120M do 120MM/2. W 2000 r. do spółki przyjechały pierwsze fabrycznie nowe niskopodłogowe autobusy marki MAN o modelu NG312 w liczbie 5 sztuk, które do 2004 roku były jedynymi pojazdami przegubowymi. Po rozpoczęciu ich eksploatacji poruszały się po Białymstoku na liniach 9, 18 i 103. Od 2010 roku Białostocka Komunikacja Miejska nakazała obsługę autobusów dwuczłonowych także na linii 1, ze względu na wydłużenie większości kursów do Grabówki, natomiast linię 18 zaczęto wykorzystywać do przewozu pasażerów jedynie przez pojazdy 12-metrowe aż do roku 2020. Od tej daty powrócono do obsługi pojazdów przegubowych na tej linii, zaś do linii 7 również dołączyły pojazdy dwuczłonowe. Każda linia zawierająca autobusy przegubowe obsługuje je przez KZK tylko w dni powszednie. Jedynie w linii 9 tego typu pojazdy poruszają się wyłącznie w każdy dzień tygodnia.
Po czteroletniej eksploatacji pojazdów dwuczłonowych 2 niskopodłogowe autobusy typu Solaris Urbino 12 drugiej generacji również „powitały” tabor KZK jako pierwsze pojazdy tej marki. W roku 2005 flota przedsiębiorstwa została nieznacznie poprawiona po przyjeździe używanych autobusów typu MAN NL202 (2 szt.), MAN NG272 (usuniętym w 2009 r. w wyniku pożaru układu napędowego), fabrycznie nowym, niskowejściowym pojazdem MAN Lion’s City T (wycofany w roku 2019), sprowadzonymi w 2006 i 2007 roku 9 autobusów tej marki w wersji niskopodłogowej (MAN Lion’s City) oraz międzymiastowe modele pojazdów marki Autosan i Mercedes-Benz, wykorzystywane jedynie do przewozu pasażerów z Białegostoku do Borsukówki (na linii B). Później spółka komunikacyjna wzbogaciła swój tabor poprzez przyjazd 37 autobusów marki Solaris (31 jednoczłonowych i 6 przegubowych) produkowanych i sprowadzonych w latach 2010–2012. Eksploatacja tych pojazdów sprawiła, iż trzon taboru uległ zmianie (z Jelcza PR110M na Solarisa Urbino 12). Kolejnym atutem eksploatacji modeli Solaris jest wzrost pojazdów niskopodłogowych, koniec użytkowania wszystkich, nieco starszych modeli pojazdów typu Jelcz PR110M (z wyjątkiem 047), Jelcz 120M, Jelcz 120MM/1, Jelcz M121M, Autosan H9, Mercedes-Benz O100 oraz MAN NL202, co pozytywnie wpłynęło na modernizację całej floty. Oprócz tego KZK porównując do pozostałych operatorów jest pierwszym białostockim przewoźnikiem, w którym wszystkie autobusy mają oznaczenie BKM. W chwili obecnej jedyne pojazdy marki Jelcz, które istnieją w firmie komunikacyjnej mają model PR110M (1 szt) od 2012 roku nieeksploatowany liniowo z racji częstych awarii. Kilka autobusów wycofanych przez przedsiębiorstwo pozyskał Klub Miłośników Komunikacji Miejskiej. Były to modele: Jelcz PR110M (nr boczny 050), Jelcz 120M (nr boczny 072) oraz Jelcz 120MM/1 (nr boczny 081). W maju roku 2015 przedsiębiorstwo KZK ogłosiło przetarg na dostawę 3 fabrycznie nowych autobusów marki Solaris w wersji przegubowej, której dostawa nastąpiła pod koniec października. Jest to pierwsze w historii firmy ogłoszenie, w której fundusze na zakup tych pojazdów pochodzą z budżetu tej spółki, gdyż pozostałe pojazdy posiadane przez KZK są zakupione z miejskich finansów. Zaraz po dołączeniu tego typu pojazdów kilka autobusów marki MAN NG312 mają zostać wycofane z eksploatacji. Pod koniec września 2018 roku tabor KZK się wzbogacił o przyjazd na zajezdnię 2 fabrycznie nowych, niskopodłogowych autobusów jednoczłonowych marki Volvo, które jako jedyne w tej spółce są pierwszymi autobusami tej marki w mieście oraz charakteryzują się napędem hybrydowym zastępując nimi kilka egzemplarzy produkowanych w 1999 roku pojazdów z wyższą podłogą typu Jelcz 120MM/2, a zaraz po nich przyjechały też na zajezdnię 3 nowe autobusy jednoczłonowe niskoemisyjne typu Mercedes-Benz. Autobusy hybrydowe (2 szt.) oraz spalinowe (3 szt.) pochodzą z funduszy miasta, gdzie podpisano przetarg na ich dostawę w lutym i marcu tego samego roku. Nowe autobusy Volvo, które w kompletnej ilości dotarły do Białegostoku na zajezdnię KZK, rozpoczęły eksploatację miejską na początku października 2018 roku, zaś z kolei pojazdy Mercedes-Benz – od końca tego miesiąca. W maju 2019 roku w celu wzbogacenia floty KZK dotarły do zajezdni przewoźnika kolejne 2 pojazdy marki Volvo z napędem hybrydowym oznaczone numerami 236–237 o stanie nowym. Pod koniec września 2019 roku grono pojazdów w zajezdni KZK powiększyło się o dotarcie nowych autobusów typu Solaris Urbino 12 w liczbie 2 egzemplarzy oraz Solaris Urbino 18 w liczbie 7, które każde z nich posiadają IV generację z faceliftingiem oraz napęd typu diesel. Obecność tych modeli musiała oznaczać wymianę taboru na bardziej nowoczesny poprzez wycofywanie wszystkich pojazdów przegubowych marki MAN o numerach 109–113 oraz kilku pozostałych Jelczy 120MM/2 produkowanych w latach 1999 i 2000. Autobusy marki Solaris w ilości 9 sztuk zostały zakupione z budżetu miejskiego oraz oznaczone numerami bocznymi 238 i 239 do pojazdów 12-metrowych oraz 256–262 do 18-metrowych, a rok później na zajezdni spółki pojawiły się kolejne 2 sztuki autobusów hybrydowych marki Volvo (240–241) i 2 modele Solaris Urbino 18 (263–264). Tego samego roku (2020) para autobusów Solaris II generacji wraz z pojazdem niskowejściowym typu MAN Lion’s City T zostały wycofane z zajezdni KZK, ale sprzedane dla innych przedsiębiorstw. W kwietniu roku 2022 ogłoszono przetarg na dostawę pierwszych w mieście 20 autobusów elektrycznych. Jego obecnym zwycięzcą jest pochodzące z Chin przedsiębiorstwo Yutong, gdzie 6 modeli tej marki ma zostać wysłanych do KZK, zaś pozostałe 14 do dwóch innych operatorów (KPK oraz KPKM). Dostawa nowych 20 autobusów nastąpi jesienią roku 2023, jednak pod koniec czerwca dostarczono komplet egzemplarzy do każdej spółki komunikacyjnej.
Każdy z autobusów miejskich KZK jest oznaczony numerami bocznymi w zakresie 001–199. Autobusy marki Solaris, Mercedes-Benz oraz Volvo z dostaw unijnych, wyprodukowane od roku 2010, mają oznaczenia w zakresie 200–299 (jednoczłonowe – 200–249, zaś przegubowe – 250–299).

## Linie
Obecnie KZK Białystok obsługuje 15 linii autobusowych, w tym 6 podmiejskich oraz jedną cmentarną. Dodatkowo przez kilka miesięcy obsługiwano linię 15BIS na trasie: Dojlidy Górne- Halicka, której kursy przejęła wydłużona linia 15.

### Linie zwykłe
Komórki poniżej tabeli o kolorze szarym przedstawiają linie podmiejskie. Obsługujące je pojazdy w Białymstoku dojeżdżają także do miejscowości położonych blisko miasta (do 15 km).
| Linia | Trasa linii według pętli         | Trasa linii według pętli                                   | Wersje autobusów dla linii | Wersje autobusów dla linii |
| Linia | Pętla początkowa                 | Pętla końcowa                                              | Autobusy członowe          | Autobusy przegubowe        |
| 1     | Sikorskiego                      | Zaścianki / Grabówka, Kościół / Sowlany / Grabówka, Pomnik | T                          | tylko · dni powszednie     |
| 7     | Przędzalniana / Fasty            | Piastowska                                                 | T                          | tylko · dni powszednie     |
| 9     | Wiślana / Wysockiego             | C. H. Auchan / Produkcyjna                                 | T                          | T                          |
| 13    | Osiedle Dojlidy                  | Warzywna                                                   | T                          | N                          |
| 15    | Elektrociepłownia / Białostoczek | Dojlidy Górne / Halicka                                    | T                          | N                          |
| 18    | Warzywna                         | Narodowych Sił Zbrojnych                                   | T                          | tylko · dni powszednie     |
| 29    | Żyzna, Cmentarz Farny            | Gajowa, Os. Dziesięciny                                    | T                          | N                          |
| 30    | al. Piłsudskiego, Sienkiewicza   | Dojlidy Górne                                              | T                          | N                          |
| 101   | Sienkiewicza, Rzeka Biała        | Kuriany                                                    | T                          | N                          |
| 103   | Branickiego, Piastowska          | Choroszcz, Cmentarz                                        | T                          | tylko · dni powszednie     |
| 108   | al. Piłsudskiego, Pałacowa       | Karakule, Cmentarz / Nowodworce / Wasilków                 | T                          | N                          |
| 109   | al. Piłsudskiego, Sienkiewicza   | Niewodnica Nargilewska                                     | T                          | N                          |
| 111   | al. Piłsudskiego, Pałacowa       | Ciasne                                                     | T                          | N                          |
| 112   | Sienkiewicza, Rzeka Biała        | Stadion Miejski / Olmonty                                  | T                          | N                          |
| 113   | Al. Jana Pawła II, Wierzbowa     | Choroszcz, Niepodległości                                  | T                          | N                          |
| 126   | Produkcyjna                      | Dobrzyniewo Duże                                           | T                          | N                          |

### Linie cmentarne
Są to dodatkowe linie. Autobusy tych linii kursują tylko w okresie święta zmarłych (1 listopada)
| Linia | Trasa linii według pętli | Trasa linii według pętli |
| Linia | Pętla początkowa         | Pętla końcowa            |
| C6    | Plac NZS                 | Dojlidy Cmentarz         |

## Tabor

### Obecny

#### Autobusy jednoczłonowe
| Typ autobusu  | Typ autobusu      | Typ autobusu      | Rok produkcji | Eksploatacja od roku | Numery boczne             | Liczba (wg typu) | Liczba (wg marki) |
| Marka         | Model             | Model             | Rok produkcji | Eksploatacja od roku | Numery boczne             | Liczba (wg typu) | Liczba (wg marki) |
| MAN           | NL273 Lion’s City | NL273 Lion’s City | 2006–2007     | 2006                 | 125–127                   | 3                | 3                 |
| Mercedes-Benz | O628 Conecto      | O628 Conecto      | 2018          | 2018                 | 233–235                   | 3                | 3                 |
| Solaris       | Urbino 12         | III generacja     | 2010–2012     | 2010                 | 200–230                   | 31               | 33                |
| Solaris       | Urbino 12         | IV generacja      | 2019          | 2019                 | 238–239                   | 2                | 33                |
| Volvo         | 7900 Hybrid       | 7900 Hybrid       | 2018–2020     | 2018                 | 231–232, 236–237, 240–241 | 6                | 6                 |
| Yutong        | E12               | E12               | 2023          | 2023                 | 001–006                   | 6                | 6                 |

#### Autobusy przegubowe
| Typ autobusu | Typ autobusu | Typ autobusu  | Rok produkcji   | Eksploatacja od roku | Numery boczne    | Liczba (wg typu) | Liczba (wg marki) |
| Marka        | Model        | Model         | Rok produkcji   | Eksploatacja od roku | Numery boczne    | Liczba (wg typu) | Liczba (wg marki) |
| Solaris      | Urbino 18    | III generacja | 2010–2011, 2015 | 2010                 | 136–138, 250–255 | 9                | 18                |
| Solaris      | Urbino 18    | IV generacja  | 2019–2020       | 2019                 | 256–264          | 9                | 18                |

### Autobusy wycofane
| Typ autobusu  | Typ autobusu           | Rok produkcji | Eksploatacja od roku | Rok wycofania | Liczba | Numery boczne             |
| Marka         | Model                  | Rok produkcji | Eksploatacja od roku | Rok wycofania | Liczba | Numery boczne             |
| Autosan       | H9-20.41               | 1988–1995     | 2006                 | 2010          | 6      | 121, 131–135              |
| Heuliez       | O305                   | brak danych   | 1993                 | 1995?-2001    | 4      | 075–078                   |
| Ikarus        | 280/A                  | 1983          | 1991                 | 2021          | 1      | (brak)                    |
| Jelcz         | 120M                   | 1991–1994     | 1992                 | 2006–2011     | 6      | 070–074, 079              |
| Jelcz         | 120MM/1                | 1995          | 1996                 | 2011–2012     | 6      | 080–085                   |
| Jelcz         | 120MM/2                | 1999          | 1999                 | 2016–2020     | 10     | 099–108                   |
| Jelcz         | PR110M                 | 1984–1991     | 1991                 | 1991–2023     | 76     | 001–067, 086–088, 093–098 |
| Jelcz         | T120                   | 1992          | 1992                 | 2008–2010     | 2      | 068–069                   |
| Jelcz         | M121M                  | 1997          | 1997                 | 2012          | 4      | 089–092                   |
| MAN           | EL283 Lion’s City      | 2005          | 2005                 | 2020          | 1      | 120                       |
| MAN           | NL202                  | 1992–1993     | 2005                 | 2011–2012     | 2      | 118–119                   |
| MAN           | NL273 Lion’s City      | 2006–2007     | 2006                 | 2023          | 6      | 122–124, 128–130          |
| MAN           | NG272                  | 1992          | 2004                 | 2009          | 1      | 116                       |
| MAN           | NG312                  | 2000          | 2000                 | 2019          | 5      | 109–113                   |
| Mercedes-Benz | O100                   | 1995          | 2004                 | 2010          | 1      | 117                       |
| Solaris       | Urbino 12 II generacja | 2004          | 2004                 | 2020          | 2      | 114–115                   |

### Statystyka
| Ogólne informacje                     | Liczba                                                                       | Liczba                                                                       | Liczba                                                                       | Liczba                                                                       | Stan na   |
| Ogólne informacje                     | Rodzaj autobusu                                                              | Rodzaj autobusu                                                              | Rodzaj autobusu                                                              | Razem                                                                        | Stan na   |
| Ogólne informacje                     | Jednoczł.                                                                    | Przegubowy                                                                   | Inny                                                                         | Razem                                                                        | Stan na   |
| Liczba typów pojazdów                 | 6                                                                            | 1                                                                            | 0                                                                            | 7                                                                            | 4.07.2023 |
| Liczba wszystkich pojazdów            | 57                                                                           | 18                                                                           | 0                                                                            | 75                                                                           | 4.07.2023 |
| Liczba usuniętych pojazdów            | 112                                                                          | 6                                                                            | 10                                                                           | 128                                                                          | 4.07.2023 |
| Struktura taboru (według wersji) (%)  | 76%                                                                          | 24%                                                                          | 0%                                                                           |                                                                              | 4.07.2023 |
| Struktura taboru (według marek) (%)   | Solaris – 68% MAN – 11% Volvo – 8% Yutong – 8% Mercedes-Benz – 4% Jelcz – 1% | Solaris – 68% MAN – 11% Volvo – 8% Yutong – 8% Mercedes-Benz – 4% Jelcz – 1% | Solaris – 68% MAN – 11% Volvo – 8% Yutong – 8% Mercedes-Benz – 4% Jelcz – 1% | Solaris – 68% MAN – 11% Volvo – 8% Yutong – 8% Mercedes-Benz – 4% Jelcz – 1% | 4.07.2023 |
| Udział autobusów niskopodł. we flocie | 98,6%                                                                        | 98,6%                                                                        | 98,6%                                                                        | 98,6%                                                                        | 4.07.2023 |
| Udział pojazdów używanych             | 0,00%                                                                        | 0,00%                                                                        | 0,00%                                                                        | 0,00%                                                                        | 4.07.2023 |
| Średni wiek pojazdów                  | 9,66                                                                         | 9,66                                                                         | 9,66                                                                         | 9,66                                                                         | 4.07.2023 |

| Ogólne informacje                       | Marka i model pojazdu          | Numer boczny     | Liczba | Stan na    |
| Ostatnio dołączony pojazd jednoczłonowy | Yutong E12                     | 001–006          | 6      | 4.07.2023  |
| Ostatnio dołączony pojazd przegubowy    | Solaris Urbino 18 IV generacja | 263–264          | 2      | 28.06.2023 |
| Ostatnio wycofany pojazd                | MAN Lion’s City NL273          | 130              | 1      | 4.07.2023  |
| Autobus stanowiący trzon taboru”        | Solaris Urbino 12              | 200–230, 238–239 | 33     | 28.06.2023 |